# Зуи (Пустошкинский район)
Зуи — деревня в Пустошкинском районе Псковской области России. Входит в состав Алольской волости.

## География
Деревня находится в южной части Псковской области, в пределах Прибалтийской низменности, в зоне хвойно-широколиственных лесов, на северном берегу озера Ясского, к востоку от автодороги Р23, на расстоянии примерно 15 километров (по прямой) к северо-западу от города Пустошки, административного центра района.

### Климат
Климат характеризуется как умеренно континентальный, влажный, с продолжительной зимой и относительно тёплым летом. Средняя многолетняя температура самого холодного месяца (января) составляет −8 — −7,5 °С (абсолютный минимум — −45 °C), средняя температура самого тёплого (июля) — 17,2 °С (абсолютный максимум — 35 °C). Безморозный период длится около 130 дней. Среднегодовое количество осадков составляет 600—650 мм, из которых большая часть выпадает в тёплый период.

### Часовой пояс
Деревня Зуи, как и вся Псковская область, находится в часовой зоне МСК (московское время). Смещение применяемого времени относительно UTC составляет +3:00.

## Население
| 2002 | 2010 |
| ---- | ---- |
| 5    | →5   |

Согласно результатам переписи 2002 года, в национальной структуре населения русские составляли 100 %.